# Ampelovirus
Genre
Espèces de rang inférieur
- espèce-type : Grapevine leafroll-associated virus 3

Ampelovirus est un genre de phytovirus pathogènes appartenant à la famille des Closteroviridae, qui comprend 12 espèces acceptées par l'ICTV.
Les virions sont filamenteux, flexueux, exceptionnellement longs, de 1400 à 2200 nm de long. Le génome est constitué d'un ARN à simple brin à polarité positive de 15,5 à 19,3 kb.
Les virus du genre Ampelovirus infectent principalement des plantes ligneuses, notamment  vigne, prunier, cerisier, pistachier, ronce et ananas. Les symptômes induits sont variés et consistent selon les plantes hôtes en marbrures, jaunissement, rougissement ou enroulement des feuilles (vigne) , piqûres des tiges (prunier), flétrissement ou infections asymptomatiques (ananas).
La transmission se fait par des insectes vecteurs, généralement des cochenilles de la famille des Pseudococcidae, selon un mode semi-persistant. La gamme de vecteurs est plus ou moins restreinte selon les espèces de virus.
La transmission ne se fait pas par les graines ou par inoculation mécanique. Cependant, ces virus  persistent dans les organes végétaux utilisés pour la propagation, ce qui leur permet d'être disséminés à très longue distance.

## Structure
Les particules sont des virions non-enveloppés, filamenteux, flexueux, exceptionnellement longs, d'environ 1400 à 2200 nm de longueur et 10 à 13 nm de diamètre.
Le corps du virion est assemblé par la protéine de capside majeure (CP) et la queue par la protéine de capside mineure (CPm).
Le génome est constitué d'ARN à simple brin de polarité positive, linéaire, de 16,9 à 17,9 kb. L'extrémité 3' n'a pas de queue poly (A) et l'extrémité 5' a probablement une coiffe nucléotidique méthylée. Ce génome code 13 protéines.

## Liste des espèces
Selon NCBI (20 janvier 2021) :
- Air potato ampelovirus 1
- Blackberry vein banding-associated virus
- Grapevine leafroll-associated virus 1
- Grapevine leafroll-associated virus 3
- Grapevine leafroll-associated virus 4
- Grapevine leafroll-associated virus 13
- Little cherry virus 2
- Pineapple mealybug wilt-associated virus 1
- Pineapple mealybug wilt-associated virus 2
- Pineapple mealybug wilt-associated virus 3
- Pistachio ampelovirus A
- Plum bark necrosis stem pitting-associated virus